# Чукавино
Чукавино (рос. Чукавино) — присілок в Старицькому районі Тверської області Російської Федерації.
Населення становить 31 особу. Входить до складу муніципального утворення Ново-Ямське сільське поселення.

## Історія
Від 2005 року входить до складу муніципального утворення Ново-Ямське сільське поселення. Раніше населений пункт належав до Ново-Ямського сільського округу.

## Населення
| 1859 | 1996 | 2002 | 2008 | 2010 |
| ---- | ---- | ---- | ---- | ---- |
| 110  | ↘28  | ↘15  | ↗23  | ↗31  |